# Coppa Davis 2014 Zona Euro-Africana Gruppo III - Africa
Il Gruppo III della Zona Africa (Africa Zone) è il terzo e ultimo livello di competizione della zona Europa/Africa, una delle tre divisioni zonali della Coppa Davis 2014. I due vincitori sono ammessi al Gruppo II della Coppa Davis 2015.

## Nazioni partecipanti
- Algeria
- Benin
- Botswana
- Rep. del Congo
- Madagascar

- Mozambico
- Namibia
- Nigeria
- Zimbabwe

## Formula
Le nove nazioni partecipanti vengono suddivise in due gironi da quattro e cinque squadre, in cui ciascuna squadra affronta le altre incluse nel proprio girone (Pool). Le prime due in classifica di ciascun girone si qualificano allo spareggio finale, da cui le due nazioni vincenti vengono promosse al Gruppo II.

## Pool
- Sede: Smash Tennis Academy, Il Cairo, Egitto (Terra rossa, Outdoor)
- Periodo: 8-13 settembre 2014

|   | Pool A (Dettagli)    | Zimbabwe (bandiera) | Madagascar (bandiera) | Nigeria (bandiera) | Rep. del Congo (bandiera) |
| 1 | Zimbabwe (3-0)       |                     | 2-1                   | 3-0                | 3-0                       |
| 2 | Madagascar (2-1)     | 1-2                 |                       | 3-0                | 3-0                       |
| 3 | Nigeria (1-2)        | 0-3                 | 0-3                   |                    | 3-0                       |
| 4 | Rep. del Congo (0-3) | 0-3                 | 0-3                   | 0-3                |                           |

|   | Pool B (Dettagli) | Algeria (bandiera) | Namibia (bandiera) | Benin (bandiera) | Mozambico (bandiera) | Botswana (bandiera) |
| 1 | Algeria (4-0)     |                    | 3-0                | 3-0              | 3-0                  | 3-0                 |
| 2 | Namibia (3-1)     | 0-3                |                    | 2-1              | 3-0                  | 3-0                 |
| 3 | Benin (2-2)       | 0-3                | 1-2                |                  | 2-1                  | 3-0                 |
| 4 | Mozambico (1-3)   | 0-3                | 0-3                | 1-2              |                      | 2-1                 |
| 5 | Botswana (0-4)    | 0-3                | 0-3                | 0-3              | 1-2                  |                     |

### Spareggi promozione
| Zimbabwe 2 | Smash Tennis Academy, Il Cairo, Egitto 13 settembre 2014 Terra rossa (outdoor) | Smash Tennis Academy, Il Cairo, Egitto 13 settembre 2014 Terra rossa (outdoor) | Namibia 0 |     |   |             |
| \| \| \| \| 1 \| 2 \| 3 \| \| \| - \| \| ------------------------------------------------------ \| --- \| --- \| - \| ----------- \| \| 1 \| \| Benjamin Lock Jacobus Serdyn \| 6 0 \| 6 1 \| \| \| \| 2 \| \| Takanyi Garanganga Tuki Jacobs \| 6 2 \| 6 2 \| \| \| \| 3 \| \| Mark Fynn / Benjamin Lock Tuki Jacobs / Jacobus Serdyn \| \| \| \| non giocato \| |                                                                                |                                                                                |           |     |   |             |
| |                                                                                |                                                                                | 1         | 2   | 3 |             |
| 1 | Zimbabwe (bandiera) · Namibia (bandiera)                                       | Benjamin Lock Jacobus Serdyn                                                   | 6 0       | 6 1 |   |             |
| 2 | Zimbabwe (bandiera) · Namibia (bandiera)                                       | Takanyi Garanganga Tuki Jacobs                                                 | 6 2       | 6 2 |   |             |
| 3 | Zimbabwe (bandiera) · Namibia (bandiera)                                       | Mark Fynn / Benjamin Lock Tuki Jacobs / Jacobus Serdyn                         |           |     |   | non giocato |

| Madagascar 2 | Smash Tennis Academy, Il Cairo, Egitto 13 settembre 2014 Terra rossa (outdoor) | Smash Tennis Academy, Il Cairo, Egitto 13 settembre 2014 Terra rossa (outdoor) | Algeria 0 |     |   |             |
| \| \| \| \| 1 \| 2 \| 3 \| \| \| - \| \| -------------------------------------------------------------------------- \| --- \| --- \| - \| ----------- \| \| 1 \| \| Tony Rajaobelina Mohamed Nazim Makhlouf \| 6 0 \| 6 2 \| \| \| \| 2 \| \| Antso Rakotondramanga Mohamed Hassan \| 6 2 \| 6 1 \| \| \| \| 3 \| \| Tony Rajaobelina / Lofo Ramiaramanana Mohamed Amine Kerroum / Hichem Yasri \| \| \| \| non giocato \| |                                                                                |                                                                                |           |     |   |             |
| |                                                                                |                                                                                | 1         | 2   | 3 |             |
| 1 | Madagascar (bandiera) · Algeria (bandiera)                                     | Tony Rajaobelina Mohamed Nazim Makhlouf                                        | 6 0       | 6 2 |   |             |
| 2 | Madagascar (bandiera) · Algeria (bandiera)                                     | Antso Rakotondramanga Mohamed Hassan                                           | 6 2       | 6 1 |   |             |
| 3 | Madagascar (bandiera) · Algeria (bandiera)                                     | Tony Rajaobelina / Lofo Ramiaramanana Mohamed Amine Kerroum / Hichem Yasri     |           |     |   | non giocato |

### Spareggio V-VI posto
| Nigeria 1 | Smash Tennis Academy, Il Cairo, Egitto 13 settembre 2014 Terra rossa (outdoor) | Smash Tennis Academy, Il Cairo, Egitto 13 settembre 2014 Terra rossa (outdoor) | Benin 2 |     |   |        |
| \| \| \| \| 1 \| 2 \| 3 \| \| \| - \| \| --------------------------------------------------------------------- \| --- \| --- \| - \| ------ \| \| 1 \| \| Henry Atseye Magloire Yakpa \| 2 3 \| \| \| ritiro \| \| 2 \| \| Clifford Enosoregbe Theophile Segodo \| 6 0 \| 6 4 \| \| \| \| 3 \| \| Henry Atseye / Clifford Enosoregbe Felix Hounkpevi / Theophile Segodo \| \| \| \| w/o \| |                                                                                |                                                                                |         |     |   |        |
| |                                                                                |                                                                                | 1       | 2   | 3 |        |
| 1 | Nigeria (bandiera) · Benin (bandiera)                                          | Henry Atseye Magloire Yakpa                                                    | 2 3     |     |   | ritiro |
| 2 | Nigeria (bandiera) · Benin (bandiera)                                          | Clifford Enosoregbe Theophile Segodo                                           | 6 0     | 6 4 |   |        |
| 3 | Nigeria (bandiera) · Benin (bandiera)                                          | Henry Atseye / Clifford Enosoregbe Felix Hounkpevi / Theophile Segodo          |         |     |   | w/o    |

### Spareggio VII-VIII posto
| Rep. del Congo 0 | Smash Tennis Academy, Il Cairo, Egitto 13 settembre 2014 Terra rossa (outdoor) | Smash Tennis Academy, Il Cairo, Egitto 13 settembre 2014 Terra rossa (outdoor) | Mozambico 2 |     |   |  |
| \| \| \| \| 1 \| 2 \| 3 \| \| \| - \| \| -------------------------------- \| --- \| --- \| - \| \| \| 1 \| \| Pagnol Madzou Franco Mata \| 0 6 \| 0 6 \| \| \| \| 2 \| \| Armel Mokobo Ataide Mussagy Suca \| 0 6 \| 2 6 \| \| \| \| 3 \| \| \| \| \| \| \| |                                                                                |                                                                                |             |     |   |  |
| |                                                                                |                                                                                | 1           | 2   | 3 |  |
| 1 | Rep. del Congo (bandiera) · Mozambico (bandiera)                               | Pagnol Madzou Franco Mata                                                      | 0 6         | 0 6 |   |  |
| 2 | Rep. del Congo (bandiera) · Mozambico (bandiera)                               | Armel Mokobo Ataide Mussagy Suca                                               | 0 6         | 2 6 |   |  |
| 3 | Rep. del Congo (bandiera) · Mozambico (bandiera)                               |                                                                                |             |     |   |  |

## Verdetti
- Promosse al Gruppo II:  Zimbabwe -  Madagascar